# Hans Clauser

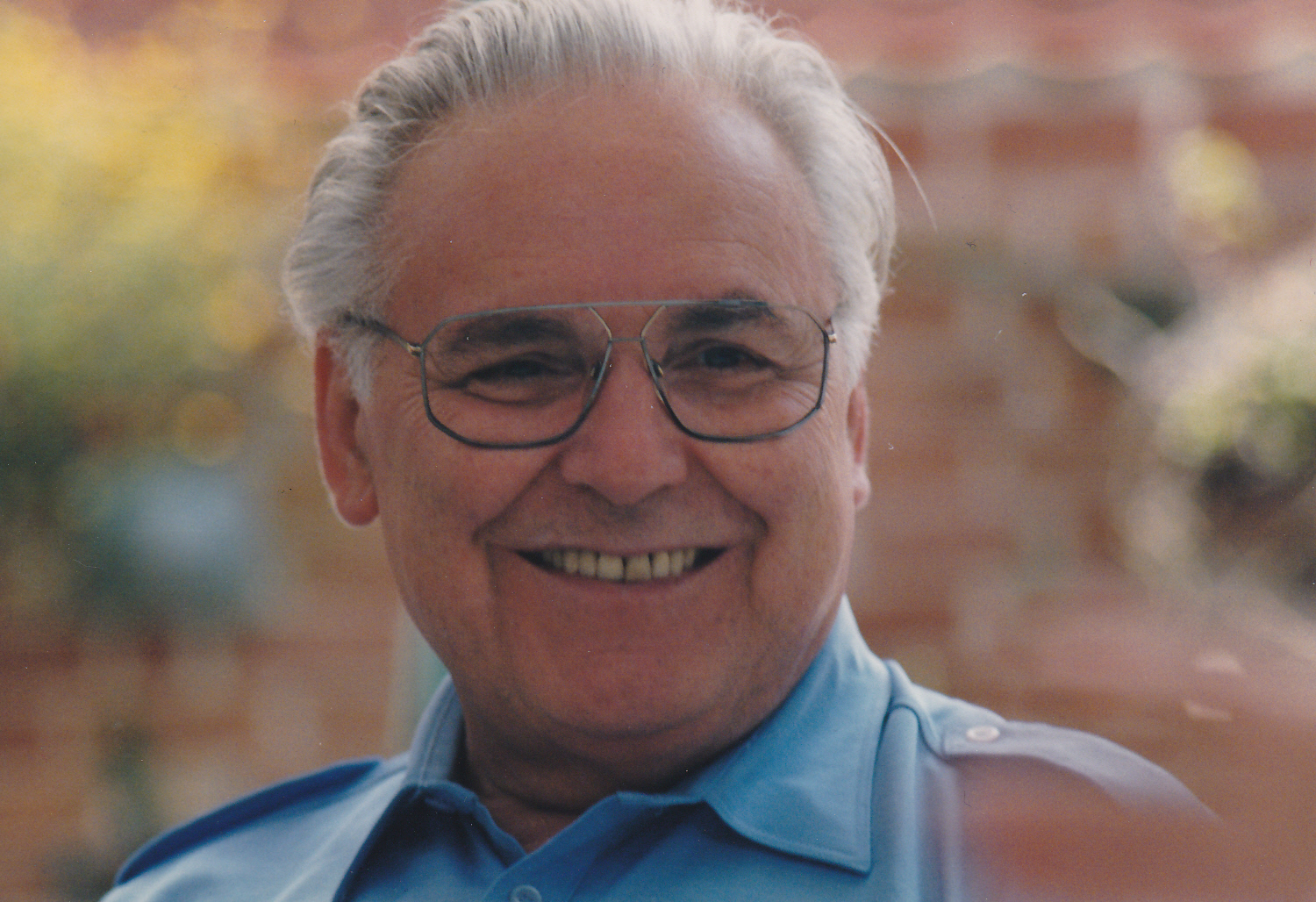
Hans Clauser im Jahr 1997

Hans Walter Clauser (* 20. März 1931 in Mörsch bei Karlsruhe; † 2. Juni 2009 in Ettlingen) war ein deutscher Lehrer und Gewerkschafter.

## Herkunft und privates Leben
Clauser war der jüngste Sohn von Paula Clauser, geb. Eckert (Hausfrau), und Josef Clauser (Hauptschullehrer). 1960 heiratete er Ingeborg Preis (1929–1996); die Ehe blieb kinderlos. Seine beiden älteren Brüder waren der Gymnasiallehrer Ewald Clauser und der Mediziner Günter Clauser.

## Ausbildung und berufliche Laufbahn
Hans Clauser besuchte die Grundschule in Mörsch und das Goethe-Gymnasium in Karlsruhe. Wie sein Vater schlug er die Lehrerlaufbahn ein, schloss aber neben dem Lehrerstudium auch erfolgreich eine Gesangsausbildung bis zum Zeugnis der Bühnenreife als Bariton ab. Er arbeitete seit 1956 als Lehrer in der Karlsruher Hardtschule und der Schillerschule. Zwischen 1973 und 1987 leitete er die Realschule Rüppurr. Gefördert durch ein Stipendium des renommierten Fulbright-Programms verbrachte Hans Clauser 1968–1969 ein Jahr als Lehrer an einer High-School in New York City (USA).

## Gesellschaftliches Wirken
Im Dezember 1954 trat er dem Verein Badischer Lehrer bei, der später in der Gewerkschaft Erziehung und Wissenschaft (GEW) aufging. Dort war er sein Leben lang aktiv: als Vertrauensmann an der Schule, Kreisvorsitzender der GEW Karlsruhe, Bezirks- und Ehrenvorsitzender der GEW Nordbaden, stellvertretender Landesvorsitzender der GEW in Baden-Württemberg, Hauptpersonalrat im Baden-Württembergischen Kultusministerium und Vorsitzender des Bezirkspersonalrats für die Grund-, Haupt-, Werkreal-, Real-, Gemeinschafts- und Sonderschulen. Als Beauftragter des GEW-Hauptvorstands für den deutsch-französischen Lehreraustausch engagierte er sich sehr für die deutsch-französische Verständigung.
Clauser gehörte zu den Gründungsmitgliedern und zum Vorstand des Fördervereins Erinnerungsstätte für die Freiheitsbewegungen in der deutschen Geschichte im Schloss Rastatt. Dort wirkte er vielfältig, u. a. durch Ausbildung ehrenamtlicher Führer. Auch wirkte er maßgeblich an dem Konzept und Katalog der Landesausstellung Baden-Württemberg 1998/1999 Revolution der deutschen Demokraten in Baden 1848/49 im Badischen Landesmuseum Karlsruhe mit.
Seine vielfältigen Verdienste wurden am 26. Oktober 2005 von Bundespräsident Horst Köhler mit dem Bundesverdienstkreuz am Bande gewürdigt. Zudem erhielt er im Jahr 2008 den Titel „Badener des Jahres“ vom Verein Bund Freiheit statt Baden-Württemberg.

## Publikationen
- Gewerkschaft Erziehung und Wissenschaft Baden-Württemberg, Bezirk Nordbaden: Freiheitsbewegungen in der deutschen Geschichte: Handreichung zum Besuch der Erinnerungsstätte (Mitarbeit). Müller, Karlsruhe 1990, ISBN 3-7880-9795-7.
- Einigkeit und Recht und Freiheit: Erinnerungsstätte für die Freiheitsbewegungen in der deutschen Geschichte (Redaktion). Katalog der ständigen Ausstellung / Bundesarchiv, Außenstelle Rastatt. Kettler-Verlag, Bönen 2002, ISBN 3-935019-41-6.
- Dem Ideal der Freiheit dienen – ihrer Vorkämpfer gedenken. Festgabe für Wolfgang Michalka (Redaktion mit Christof Müller-Wirth). Hrsg. durch den Förderverein Erinnerungsstätte für die Freiheitsbewegungen in der Deutschen Geschichte, Rastatt 2003, ISBN 3-00-011738-5.